# Agra (India)
Agra is een stad in de Indiase staat Uttar Pradesh. De stad is gelegen in het gelijknamige district Agra, aan de rivier de Yamuna.
De stad is zeer geliefd bij toeristen, vooral doordat het werelderfgoed de Taj Mahal zich aan de rand van de stad bevindt.

## Geschiedenis
Agra wordt in de hindoeïstische mythologie in verband gebracht met de god Krishna, die hier naast de heilige rivier de Yamuna fluit gespeeld zou hebben en de harten van de gopi's hebben veroverd.
De huidige stad werd in 1503 gesticht door Sikandar Lodi, de sultan van Delhi. De stad was bedoeld als bolwerk tegen de sultans van Malwa. Pas echt belangrijk werd Agra onder de Mogols. Deze wisselden Agra en Delhi af als plaats van hun residentie. Babur (regeerde 1526 - 1530) regeerde vanuit Agra, maar zijn zoon Humayun (regeerde tot 1556) had een voorkeur voor Delhi. Akbar (1556 - 1605) resideerde weer in Agra, op een decennium na waarin hij vlakbij, in Fatehpur Sikri, een nieuwe hoofdstad liet bouwen. Vanwege het opdrogen van de waterputten aldaar werd de keizer gedwongen naar Agra terug te keren. De stad werd destijds naar de keizer "Akbarabad" genoemd. In 1580 zond hij een missie naar Tibet om de bron van de Ganges te onderzoeken. In Agra bevonden zich dat jaar ook enkele Jezuïeten, evenals enkele decennia erna. Vanaf begin 17e eeuw ondernamen zij vanuit Agra reizen naar Tibet of kwamen ze op terugreis langs deze stad. Voorbeelden van hen waren Ippolito Desideri, António de Andrade, Nuño Coresma, Albert Dorville en Johann Grueber.
Akbar en zijn opvolger Jehangir (1605 - 1627) lieten het Rode Fort bouwen en binnen de ommuring verschillende fraaie tuinen en paleizen aanleggen. De bouwprojecten van de Mogols bereikten een hoogtepunt onder Shah Jahan (1627 - 1658). Binnen het Rode Fort liet hij paleizen en tuinen aanleggen die de projecten van zijn vader en grootvader ver overtroffen. Het bekendste bouwproject van Shah Jahan is echter de tombe van zijn vrouw Mumtaz Mahal, de Taj Mahal, die destijds 7 km buiten Agra lag. In het tweede deel van zijn regering verplaatste Shah Jahan zijn hoofdstad echter naar Delhi, waar hij een nieuwe stad onder de naam Shahjahanabad liet bouwen.

## Demografie
Volgens de Indiase volkstelling van 2011 wonen er 1.585.704 mensen in Agra, waarvan 55% mannelijk en 45% vrouwelijk is. De plaats heeft een alfabetiseringsgraad van 73%.

## Bezienswaardigheden
- De Taj Mahal is de graftombe van Mumtaz Mahal, de vrouw van Mogolkeizer Shah Jahan. De Taj Mahal komt voor op de lijst van moderne zeven wereldwonderen.
- De tombe van Itimad ud-Daulah, ook bekend onder zijn voor de toeristenindustrie verzonnen bijnaam 'Baby Taj', is de tombe voor Mirza Ghiyath Beg en zijn vrouw Asmat Begum. De tombe is gebouwd door hun dochter Nur Jahan, de favoriete vrouw en medeheerseres van Mogolkeizer Jahangir. Nur Jahan ('Licht van de Wereld') was een tante van Mumtaz Mahal. De tombe werd tussen 1622 en 1628 (dus 4 jaar vóór het begin van de bouw van de Taj Mahal) gebouwd. De tombe lijkt in grondplan en bouwmateriaal op de Taj Mahal (maar dan kleiner). Het was de eerste grotendeels in marmer uitgevoerde Mogolconstructie en ook de eerste die uitvoerig gebruikmaakte van pietra dura, ingelegde motieven van (half)edelstenen.
- Agra Fort is een vesting gebouwd in 1565 door Mogolkeizer Akbar. Tot aan de regeerperiode van zijn schoonzoon Shah Jahan werd er geregeld bijgebouwd.
- Fatehpur Sikri is een stad op 30 km afstand ten zuidwesten van Agra. Akbar maakte deze stad kortstondig tot zijn hoofdstad. De leegstaande paleizen en verdedigingswerken trekken tegenwoordig toeristen aan, terwijl het hier gelegen graf van soefiheilige Salim Chishti ook pelgrims trekt.
- In Sikandra, een voorstad van Agra, bevindt zich het mausoleum van Akbar.

## Geboren
- Asaf Jah I (1671-1748), nizam van Haiderabad
- Mamnoon Hussain (1940-2021), president van Pakistan (2013-2018)